# (31821) 1999 RK225
1999 RK225 (asteroide 31821) é um asteroide troiano de Júpiter. Possui uma excentricidade de 0.06141630 e uma inclinação de 10.75458º.
Este asteroide foi descoberto no dia 3 de setembro de 1999 por Spacewatch em Kitt Peak.